# Иванеева, Наталья Валентиновна
Наталья Валентиновна Иванеева (ранее Гераськина, род. 9 февраля 1990) — российская пловчиха, серебряный призёр чемпионата мира (2017), мастер спорта России международного класса.

## Биография
Наталья Иванеева родилась 9 февраля 1990 года. Проживает и выступает за Волгоград и Волгоградскую область. Является военнослужащей, подписав пятилетний контракт. Замужем за своим тренером Семёном Иванеевым.

## Карьера
Тренером Натальи является Семён Юрьевич Иванеев.
В ноябре 2015 года стала двукратной чемпионкой России на короткой воде, победив на дистанциях 50 и 100 метров брассом. В декабре Иванеева стала бронзовым призёром чемпионата Европы на короткой воде, показав на дистанции 50 метров брассом время 29,99 с.
Весной 2016 года Наталья стала чемпионкой России на дистанции 50 метров брассом. Изначально Иванеева должна была попасть в сборную на Олимпийские игры в Рио-де-Жанейро, но после того, как FINA снял дисквалификацию с Юлии Ефимовой, на Олимпиаду отправили последнюю. В ноябре Иванеева, как и годом ранее, завоевала ещё две золотые медали, став четырёхкратной чемпионкой России на короткой воде.
30 июля 2017 года россиянки выиграли серебряную медаль на чемпионате мира в Будапеште, и хотя Иванеева не участвовала в финальном заплыве, она также стала серебряным призёром благодаря участию в предварительном раунде. Также Иванеева с 16-м результатом в предварительном раунде дошла до полуфиналов на дистанции 50 метров брассом, но дальше пробиться не смогла. В сентябре выступила на чемпионате войск национальной гвардии Российской Федерации в Санкт-Петербурге, завоевав четыре личные медали, в том числе одну золотую. На чемпионате России на короткой воде Наталья защитила титул на дистанции 100 метров брассом, завоевав пятое золото в карьере. Она также стала серебряным призёром национального чемпионата на дистанции вдвое короче.
На чемпионате России 2018 года Наталья стала третьей на дистанции 100 метров брассом. В августе Иванеева приняла участие на чемпионате Европы в Глазго, где заняла седьмое место на дистанции 50 метров брассом. В сентябре Иванеева стала второй на этапе Кубка мира в Казани, уступив только Юлии Ефимовой. В ноябре Наталья вновь стала серебряным на дистанции 50 метров брассом на чемпионате России на короткой воде.
8 апреля 2019 года Наталья заняла третье место на дистанции 50 метров брассом, уступив Анне Белоусовой и Юлии Ефимовой. Иванеева стала также шестой на дистанции вдвое длиннее, а в плавании на 200 метров брассом не сумела выйти в финал, став десятой среди полуфиналисток.